# NIPSNAP2
NIPSNAP2 (англ. Nipsnap homolog 2) – білок, який кодується однойменним геном, розташованим у людей на короткому плечі 7-ї хромосоми. Довжина поліпептидного ланцюга білка становить 286 амінокислот, а молекулярна маса — 33 743.
| 10         |  | 20         |  | 30         |  | 40         |  | 50         |
| ---------- |  | ---------- |  | ---------- |  | ---------- |  | ---------- |
| MAARVLRARG |  | AAWAGGLLQR |  | AAPCSLLPRL |  | RTWTSSSNRS |  | REDSWLKSLF |
| VRKVDPRKDA |  | HSNLLAKKET |  | SNLYKLQFHN |  | VKPECLEAYN |  | KICQEVLPKI |
| HEDKHYPCTL |  | VGTWNTWYGE |  | QDQAVHLWRY |  | EGGYPALTEV |  | MNKLRENKEF |
| LEFRKARSDM |  | LLSRKNQLLL |  | EFSFWNEPVP |  | RSGPNIYELR |  | SYQLRPGTMI |
| EWGNYWARAI |  | RFRQDGNEAV |  | GGFFSQIGQL |  | YMVHHLWAYR |  | DLQTREDIRN |
| AAWHKHGWEE |  | LVYYTVPLIQ |  | EMESRIMIPL |  | KTSPLQ     |  |            |

A: Аланін

C: Цистеїн

D: Аспарагінова кислота

E: Глутамінова кислота

F: Фенілаланін

G: Гліцин

H: Гістидин

I: Ізолейцин

K: Лізин

L: Лейцин

M: Метіонін

N: Аспарагін

P: Пролін

Q: Глутамін

R: Аргінін

S: Серин

T: Треонін

V: Валін

W: Триптофан

Задіяний у такому біологічному процесі, як альтернативний сплайсинг. 
Локалізований у цитоплазмі.